# Katie Boumanová
Katie Boumanová, celým jménem Katherine Louise Bouman, (* 1989/1990) je americká informatička působící v oblasti počítačového vidění.
Vedla vývoj algoritmu pro zobrazování černých děr, který je známý jako Continuous High-resolution Image Reconstruction using Patch priors (CHIRP), a byla členkou týmu Event Horizon Telescope, který pořídil první snímek černé díry.
Od června 2019 je odbornou asistentkou v oblasti výpočetních a matematických věd na Kalifornském technologickém institutu.